# Studnice (Moravia meridionale)
Studnice (in tedesco Studnitz) è un comune della Repubblica Ceca facente parte del distretto di Vyškov, in Moravia Meridionale.